# Gō Kuroda
Gō Kuroda (japanisch 黒田 剛 Kuroda Gō; * 26. Mai 1970 in Sapporo, Hokkaidō) ist ein japanischer Fußballtrainer.

## Karriere
Gō Kuroda war von Februar 1994 bis Januar 2023 als Trainer an der Aomori Yamada High School angestellt. Im Februar 2023 unterschrieb er einen Vertrag beim Zweitligisten FC Machida Zelvia. Am Ende der Saison 2023 feierte er mit dem Verein aus Machida die Meisterschaft und den Aufstieg in die erste Liga.

## Erfolge
FC Machida Zelvia
- Japanischer Zweitligameister: 2023  ▲